# Sergejus Jermakovas
Sergejus Viktorovičius Jermakovas (russisch Сергей Викторович Ермаков Sergei Wiktorowitsch Jermakow, englische Transkription: Sergey Ermakov, auch: Sergei Jermokov; * 18. November 1958 in Klaipėda, Litauische SSR) ist ein litauischer Billardspieler, der überwiegend in der Billardvariante Russisches Billard antritt.
Er wurde 2003 Vizeeuropameister in der Disziplin Freie Pyramide. Sein bestes Ergebnis bei einer Weltmeisterschaft erzielte er 2001 mit dem Erreichen des Viertelfinales.

## Karriere

### Russisches Billard
Im Juni 2000 erreichte Sergejus Jermakovas bei der Weltmeisterschaft in der Disziplin Freie Pyramide in Kirkel das Achtelfinale, in dem er Aslan Busojew unterlag. Nachdem er beim Baltic Cup Fünfter geworden war, erzielte er im Juli 2001 in Vilnius sein bestes WM-Ergebnis, als er durch einen Sieg gegen Sulton Marifxoʻjaev ins Viertelfinale gelangte, in dem er sich dem späteren Weltmeister Qanybek Saghyndyqow mit 3:4 knapp geschlagen geben musste. Auch im folgenden Jahr scheiterte er an Saghyndyqow, diesmal im Achtelfinale, und bei der Europameisterschaft 2002 schied er in der Runde der letzten 32 aus.
In das Jahr 2003 startete Jermakovas mit weniger guten Ergebnissen, er schied sowohl bei der WM als auch beim Baltic Cup in der Vorrunde aus. Im Oktober hingegen besiegte er bei der Europameisterschaft in Kiew unter anderem Seymur Məmmədov und Sjarhej Boryk und zog ins Endspiel ein, in dem er dem Russen Kirill Anischtschenko mit 3:7 unterlag. Wenig später wurde er erstmals zum internationalen Top-16-Turnier eingeladen, bei dem er jedoch sein Auftaktspiel gegen Boris Grigorjew verlor.
Nachdem er beim Balkanpokal im Achtelfinale ausgeschieden war, unterlag er bei der EM 2004 in der Runde der letzten 16 dem Aserbaidschaner Azər Hacıyev, und schied bei der WM 2004 im Sechzehntelfinale aus. 2005 startete er bei fünf Europacupturnieren, kam dort jedoch nicht über die Runde der letzten 32 hinaus. Während er bei der EM und der WM 2005 in der Vorrunde scheiterte, erzielte er sein bestes Ergebnis des Jahres im September beim Kaukasuspokal mit dem Erreichen des Achtelfinales, in dem er gegen Kirill Anischtschenko verlor.
Auch 2006 endeten für Jermakovas die Europameisterschaft und die WM in der Vorrunde. Bei seinem einzigen Europacupturnier des Jahres gelangte er zumindest in die Runde der letzten 32. Nachdem er Anfang 2007 im Europacup in der Runde der letzten 64 ausgeschieden war, nahm er im weiteren Verlauf des Jahres an drei Turnieren des Grand Prix der eurasischen Städte teil und erreichte in Riga das Halbfinale. Bei der EM 2007 schied er sieglos aus. Im Oktober 2007 nahm er zum letzten Mal an einer Weltmeisterschaft teil und zum einzigen Mal in der Disziplin Dynamische Pyramide. Bei der WM in Sankt Petersburg besiegte er unter anderem Wladimir Wainzwaig, bevor er im Achtelfinale Arman Baklatschjan unterlag.
In den folgenden Jahren spielte Jermakovas nur noch vereinzelte Turniere. So schied er 2008 beim Kremlin Cup in der Vorrunde aus und erreichte 2009 beim Gotowzew-Pokal in Kiew das Finale, in dem er Anatolij Maliwantschuk mit 2:3 unterlag. 2011 gelangte er beim Oļegs-Demjanovs-Pokal ins Halbfinale und verlor mit 3:5 gegen den späteren Turniersieger Oto Pāže. Nachdem er 2012 bei den Prince Open das Sechzehntelfinale erreicht hatte, schied er beim Kremlin Cup 2013 in der Vorrunde aus. 2015 zog er beim Legenden-der-Sowjetunion-Turnier ins Finale ein, in dem er dem Russen Eduard Galijanz mit 2:4 unterlag, und schied bei den Prince Open in der Vorrunde aus.
Während er sich in der folgenden Zeit vermehrt dem Snooker zuwendete, trat er 2018 ein weiteres Mal im Russischen Billard in Erscheinung, als er beim Bürgermeisterpokal in Kaliningrad das Achtelfinale erreichte und gegen Asis Madaminow verlor. 2019 gelangte er beim Jureiviska-Pokal in seiner Heimatstadt Klaipėda ins Halbfinale, in dem er Romas Cerneckis mit 1:3 unterlag.

### Snooker
In der Mitte der 2010er-Jahre begann Jermakovas im Snooker an Turnieren teilzunehmen. So erreichte er bei den Krylatskoye Open in Krylatskoje im Herbst 2017 das Viertelfinale und bei der Winterausgabe 2017 zog er ins Finale ein, in dem er Jewgeni Sosykin mit 0:4 unterlag. Im Mai 2017 spielte er beim Snookerevent des Moskauer Bürgermeisterpokals mit, scheiterte dort jedoch in der Vorrunde an Muchammed Karimberdi uulu. Darüber hinaus nahm er 2017 an acht Turnieren des Steve Davis Cup in Moskau teil, wovon er fünf Turniere gewann und ein weiteres Mal ins Endspiel einzog. Beim Finalturnier der Serie hingegen kam er lediglich auf den fünften Rang.
Nachdem er Anfang 2018 beim Zar-Gory-Turnier Zweiter geworden war, trat Jermakovas erneut bei acht Turnieren des Steve Davis Cup an und kam zweimal ins Endspiel, unter anderem beim Finalturnier, in dem er jeweils gegen Alexei Koren verlor. In den beiden folgenden Jahren nahm er nur noch vereinzelt an Turnieren teil und kam nicht über das Viertelfinale hinaus.

### Poolbillard
Im Poolbillard erreichte Jermakovas bei der Europameisterschaft 1999 in Posen einen fünften Platz, was das bis dahin beste Abschneiden eines Litauers bei der EM darstellte. Zwei Jahre später wurde er durch einen 125:49-Finalsieg gegen Donatą Vasiliauską litauischer Meister in der Disziplin 14/1 endlos.
In der Disziplin 9-Ball nahm Jermakovas 2020 an der lettischen Mannschaftsmeisterschaft teil und belegte gemeinsam mit Oļegs Demjanovs und Māris Vartiks den dritten Platz.

## Erfolge
Russisches Billard
| Ergebnis | Jahr | Turnier                        | Finalgegner            | Endstand |
| -------- | ---- | ------------------------------ | ---------------------- | -------- |
| Finalist | 2003 | Europameisterschaft (Fr. Pyr.) | Kirill Anischtschenko  | 3:7      |
| Finalist | 2009 | Gotowzew-Pokal (Veteranen)     | Anatolij Maliwantschuk | 2:3      |
| Finalist | 2015 | Legenden der Sowjetunion       | Eduard Galijanz        | 2:4      |

Snooker
| Ergebnis | Jahr    | Turnier                       | Finalgegner         | Endstand     |
| -------- | ------- | ----------------------------- | ------------------- | ------------ |
| Finalist | 2017    | Krylatskoye Open Winter       | Jewgeni Sosykin     | 0:4          |
| Sieger   | 2017/4  | Steve Davis Cup               | Arsen Balischjan    | 3:0          |
| Sieger   | 2017/10 | Steve Davis Cup               | Tachir Abdulin      | 3:1          |
| Sieger   | 2017/11 | Steve Davis Cup               | Wiktor Sitko        | 3:2          |
| Sieger   | 2017/16 | Steve Davis Cup               | Stanislaw Schuminow | 3:2          |
| Sieger   | 2017/21 | Steve Davis Cup               | Alexei Koren        | 3:2          |
| Finalist | 2017/24 | Steve Davis Cup               | Alexei Koren        | 2:3          |
| Finalist | 2018    | Zar-Gory-Turnier (Februar)    | Gruppenmodus        | Gruppenmodus |
| Finalist | 2018/16 | Steve Davis Cup               | Alexei Koren        | 0:3          |
| Finalist | 2018    | Steve Davis Cup – Grand Final | Alexei Koren        | 2:3          |

Poolbillard
| Ergebnis | Jahr | Turnier                                | Finalgegner        | Endstand |
| -------- | ---- | -------------------------------------- | ------------------ | -------- |
| Sieger   | 2001 | Litauische Meisterschaft (14/1 endlos) | Donatą Vasiliauską | 125:49   |

## Teilnahmen an Weltmeisterschaften
| Disziplin            | 1999              | 2000              | 2001              | 2002              | 2003              | 2004              | 2005              | 2006              | 2007 |
| -------------------- | ----------------- | ----------------- | ----------------- | ----------------- | ----------------- | ----------------- | ----------------- | ----------------- | ---- |
| Freie Pyramide       | ?                 | A                 | V                 | A                 | R                 | L32               | R                 | R                 | –    |
| Dynamische Pyramide  | nicht ausgetragen | nicht ausgetragen | nicht ausgetragen | nicht ausgetragen | nicht ausgetragen | nicht ausgetragen | nicht ausgetragen | nicht ausgetragen | A    |
| Kombinierte Pyramide | nicht ausgetragen | nicht ausgetragen | nicht ausgetragen | nicht ausgetragen | nicht ausgetragen | nicht ausgetragen | nicht ausgetragen | nicht ausgetragen | –    |
| Quelle:              |                   |                   |                   |                   |                   |                   |                   |                   |      |

| Legende | Legende                               |
| ------- | ------------------------------------- |
| S       | Sieger                                |
| F       | Finalist                              |
| HF / H  | Halbfinalist                          |
| VF / V  | Viertelfinalist                       |
| AF / A  | Achtelfinalist                        |
| LX      | Niederlage in der Runde der letzten X |
| R2      | Niederlage in Runde 2                 |
| R       | Vorrundenaus/Niederlage in Runde 1    |
| –       | nicht teilgenommen                    |
| n. a.   | nicht ausgetragen                     |